# زويدز وايلد
زويدز وايلد (باليابانية: ZOIDS ゾイド ワイルド، بالروماجي: Zoido Wairudo) (بالإنجليزية: Zoids Wild)‏ هي سلسلة مانغا يابانية من تتألف موريتشا نشرت من قبل شوغاكوكان في مجلة CoroCoro Comic، منذ أبريل عام 2018 حتى مايو عام 2019، وتكونت من 3 مجلدات. أنتجت المانغا إلى مسلسل أنمي من قبل استوديو أو إل إم، عرض الأنمي في 7 يوليو عام 2018 واستمر عرضه حتى 29 يونيو عام 2019، وتكون من 50 حلقة.

## القصة
تدور أحداث القصة عن أراشي الذي يتوق إلى إتباع خطى والده ويصبح صياد زويد.

## الشخصيات

### زويدز وايلد
أراشي (باليابانية: アラシ، بالروماجي: Arashi)
مؤدي الصوت: كينشو أونو
باكون (باليابانية: ベーコン، بالروماجي: Bēkon)
مؤدي الصوت: تاكاهيرو ساكوراي
بيني (باليابانية: ペンネ، بالروماجي: Penne)
مؤدية الصوت: ميكاكو كوماتسو
أونيغيري (باليابانية: オニギリ، بالروماجي: Onigiri)
مؤدي الصوت: إتسكو كوزاكورا
غيوزا (باليابانية: ギョーザ، بالروماجي: Giyōza)
مؤدي الصوت: سوبارو كيمورا
دريك (باليابانية: ドレイク، بالروماجي: Doreiku)
مؤدي الصوت: كايتو إيشيكاوا
ساس (باليابانية: ソース، بالروماجي: Sōsu)
مؤدي الصوت: آمي كوشيميزو
كاندي (باليابانية: キャンディ، بالروماجي: Kyandi)
مؤدي الصوت: يوجي إيكوتا
أفوكادو (باليابانية: アボカド، بالروماجي: Abokado)
مؤدي الصوت: هاياتو كيمورا
كارليك (باليابانية: ガーリック، بالروماجي: Gārikku)
مؤدي الصوت: كوتارو نيشياما
إيكازوتشي (باليابانية: イカヅチ، بالروماجي: Ikazuchi)
مؤدي الصوت: تاكويا كيريموتو
تايفو (باليابانية: タイフウ، بالروماجي: Taifuu)
مؤدي الصوت: هيديوكي أوميزو
كافيار (باليابانية: キャビア، بالروماجي: Kyabia)
مؤدي الصوت: تورو نارا
فوي غراس (باليابانية: フォアグラ، بالروماجي: Foagura)
مؤدي الصوت: ريكيا كوياما
ترافل (باليابانية: トリュフ، بالروماجي: Toryufu)
مؤدي الصوت: نوبويوكي هياما
غالاغار (باليابانية: ギャラガー، بالروماجي: Gyaragar)
مؤدي الصوت: توموكازو سيكي
هوت آند ساور سوب (باليابانية: サンラータン، بالروماجي: Sanratan)
مؤدي الصوت: سوزوكو ميموري

### زويدز وايلد: زيرو
ليو كونراد (باليابانية: レオ・コンラッド، بالروماجي: Reo Konraddo)
مؤدي الصوت: شو نوغامي
سالي لاند (باليابانية: サリー・ランド، بالروماجي: Sarī Rando)
مؤدية الصوت: هيزوكي سيندا
باز كونينغهام (باليابانية: バズ・カニンガム، بالروماجي: Bazu Kaningamu)
مؤدي الصوت: ماكوتو ياسومورا
جو أيسيل (باليابانية: ジョー・アイセル، بالروماجي: Jō Aiseru)
مؤدية الصوت: يوكو هيكاسا
كريستوفر غيلير (باليابانية: クリファー・ギレル، بالروماجي: Kurifā Gireru)
مؤدي الصوت: توشيكي ماسودا
دايس (باليابانية: ディアス中佐، بالروماجي: Deiasu Nakasa)
مؤدي الصوت: ساتوشي ميكامي
والتر بورمان (باليابانية: ウォルター・ボーマン، بالروماجي: Uorotā Bōman)
مؤدي الصوت: يوشيتو ياسوهارا
لوك (باليابانية: ルーク، بالروماجي: Rūku)
مؤدي الصوت: دايسكي كيشيو

## وصلات خارجية
- الموقع الرسمي باللغة اليابانية (زويدز وايلد)
- الموقع الرسمي باللغة اليابانية (زويدز وايلد: زيرو)
- زويدز وايلد على موقع IMDb (الإنجليزية)
- زويدز وايلد على موقع كينوبويسك (الروسية)
- زويدز وايلد على موقع قاعدة بيانات الفيلم (الإنجليزية)